# Pantà de Sau
Der Pantà de Sau oder Embassament de Sau (Spanisch Pantano de Sau) ist ein Stausee des Flusses Ter in der Provinz Barcelona in der Comarca Osona, Katalonien.
Der Stausee wurde 1962 vollendet und stellt eine wesentliche Quelle der Wasserversorgung Kataloniens dar. Aufgrund des Staudammbaus mussten die Bewohner der Orte Sant Romà de Sau, Sant Pere de Castanyadell, Santa Maria de Vilanova, Sant Andreu Bancells und Sant Martí de Querós in den neu angelegten Ort Vilanova de Sau umgesiedelt werden.
Die Kirche des Ortes Sant Romà de Sau aus dem 10. Jahrhundert ist erhalten. Die Spitze der Kirche ragt selbst bei vollständiger Füllung des Stausees um etwa zwei Meter heraus. In trockenen Jahren wie 2005 kann der Wasserstand soweit absinken, dass die Kirche vollständig wieder zum Vorschein kommt.
Der See ist umgeben von steilen Bergen mit eindrucksvollen Felsformationen. Im Norden sind dies die Cingles de Tavertet. Das Felsmassiv, das nach dem Dorf Tavertet auf dem Massiv benannt ist, liegt auf einer Höhe von 869 msnm und damit 600 Meter oberhalb des Stausees, der auf 260 Meter Höhe liegt. Die Felsen, die im unteren Bereich aus rotem und im oberen Bereich aus grauem Stein bestehen, fallen nahezu senkrecht ab. Am Ende des Massives liegt ein einzelner Felsvorsprung, der Puig de la Forca mit einer Höhe von 750,55 Metern.
Östlich ragt hinter der Staumauer der Berg Montduis mit einer Höhe von 930 Metern auf. Unterhalb dieses Berges liegt flussabwärts der nächste Stausee des Ter, der Pantà de Susqueda. Am Westufer befindet sich der Parador de Sau, an einem Steilhang mit spektakulärem Blick über den See. Weiter westlich liegt das ehemalige Benediktinerkloster aus dem 11. Jahrhundert Sant Pere de Casserres. Südlich liegen fruchtbare Täler um den Ort Vilanova de Sau. Südöstlich liegt eine Berggruppe um den Turó de Vaig Verd, der eine Höhe von 1.187 Metern aufweist.
Am See befindet sich der Sitz des Nauticclubs von Vic, der etwa 17 km entfernten Kreisstadt. Der See ist, insbesondere an Wochenenden, lokales Ausflugsziel von Anglern, Paddlern und Picknick-Besuchern. Auf Höhe der Kirche Sant Romà de Sau befindet sich ein öffentlicher Parkplatz.

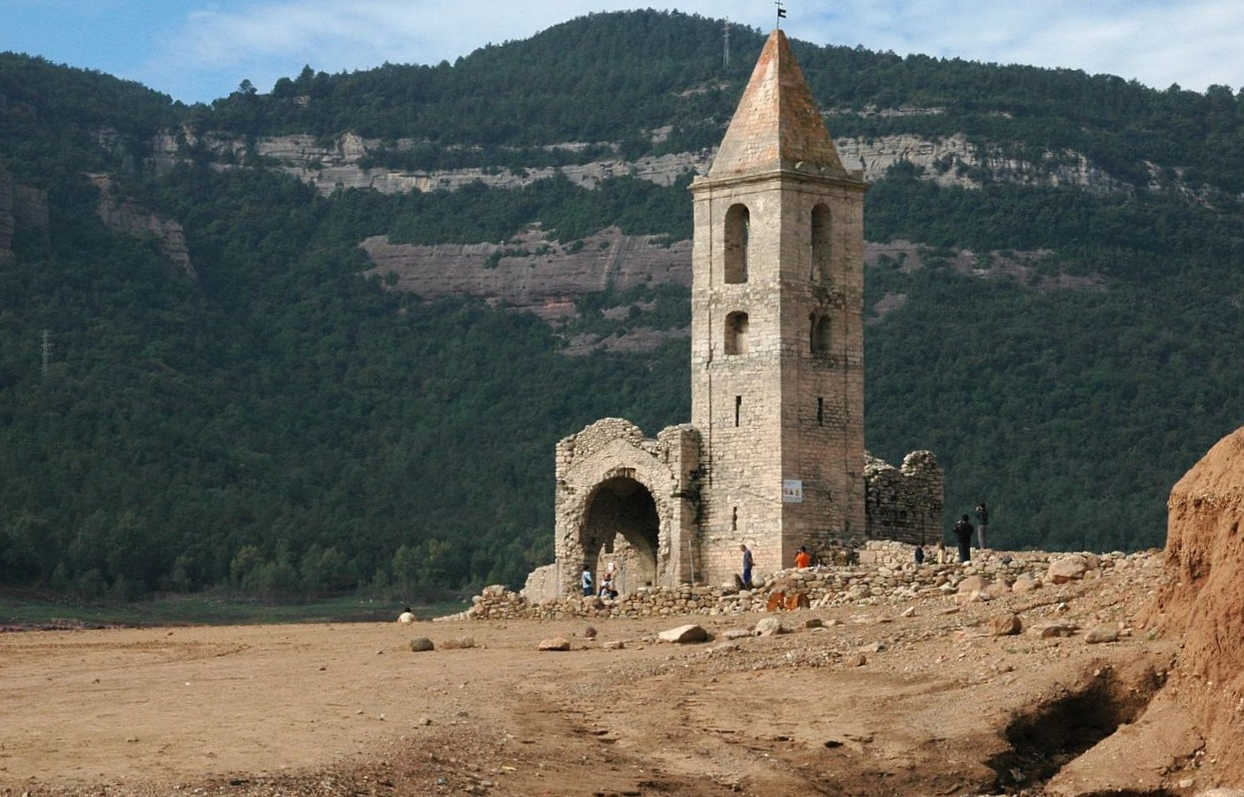
Kirche von Sant Romà de Sau bei leerem See 2005
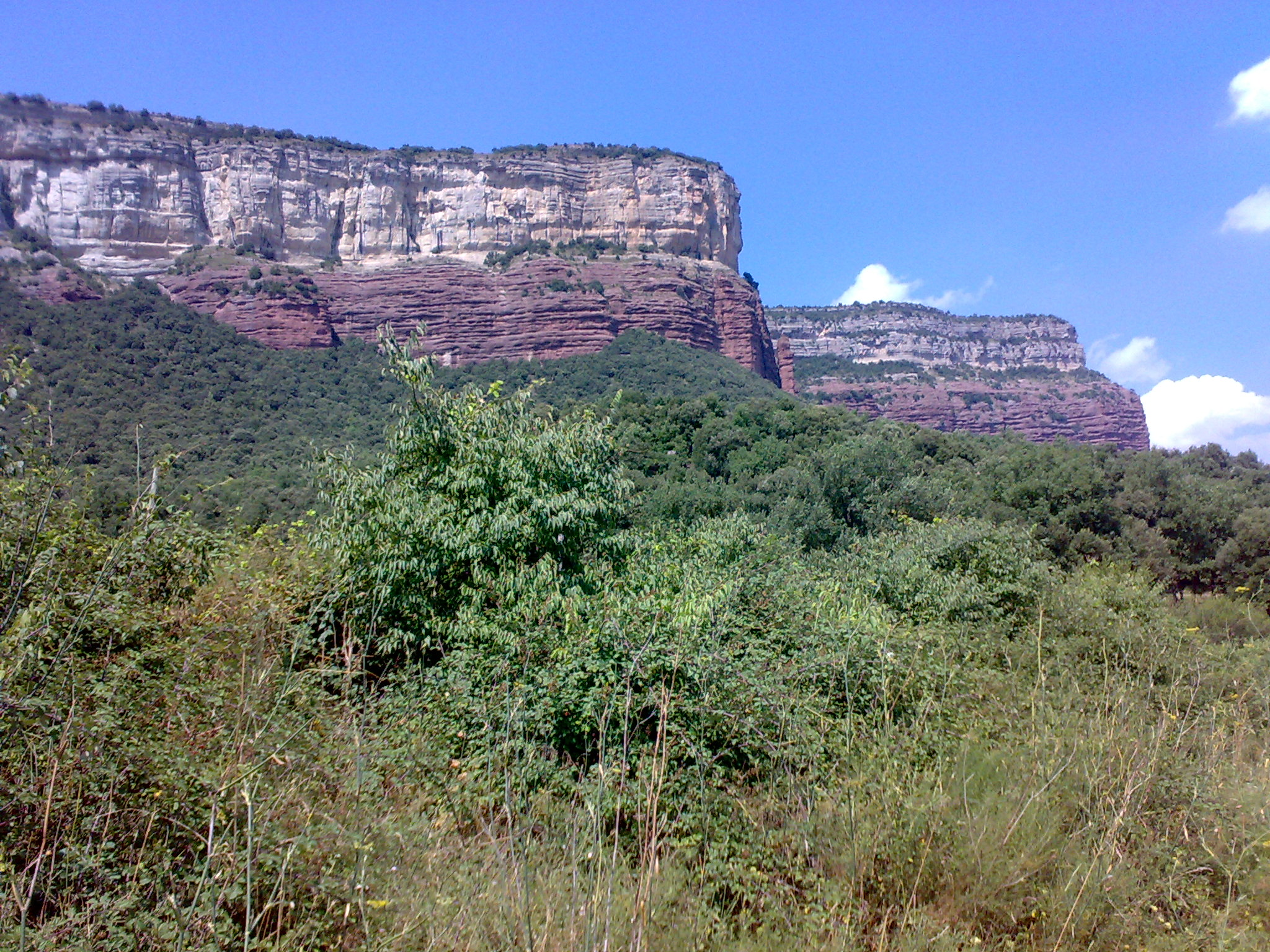
Blick auf die Cingles de Tavertet
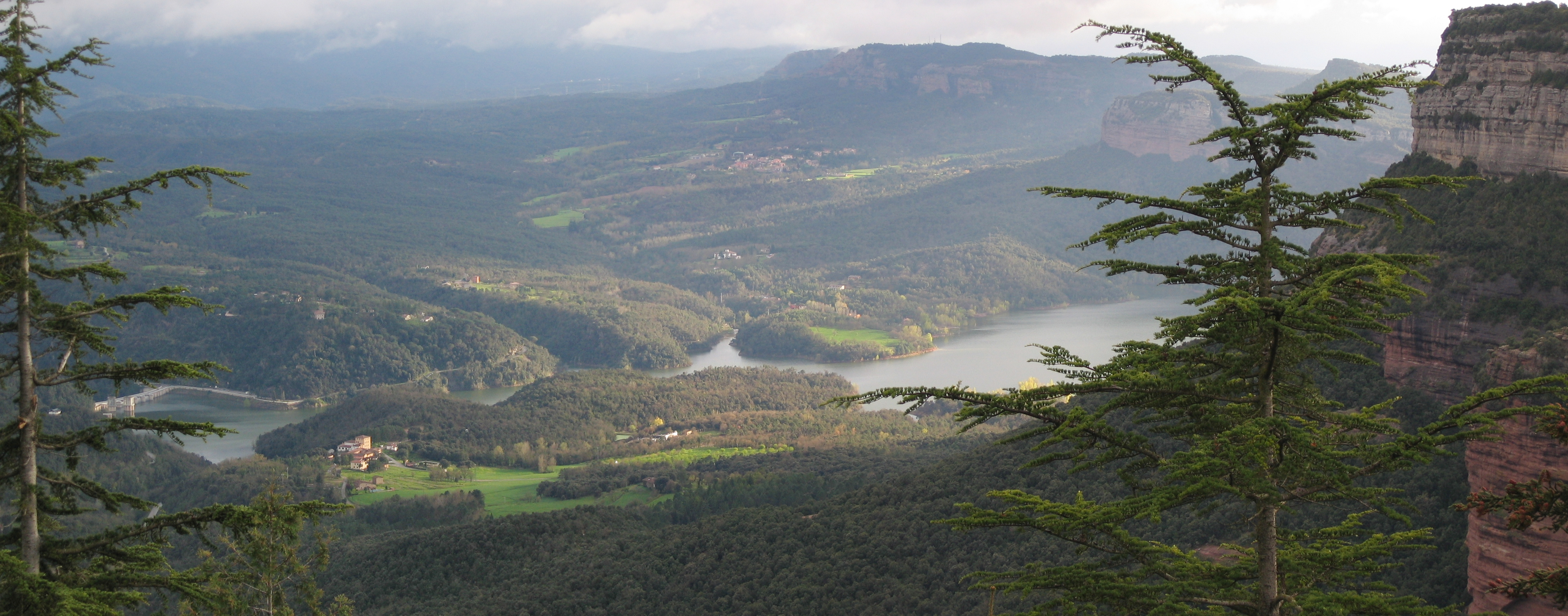
Blick vom Cingles de Tavertet
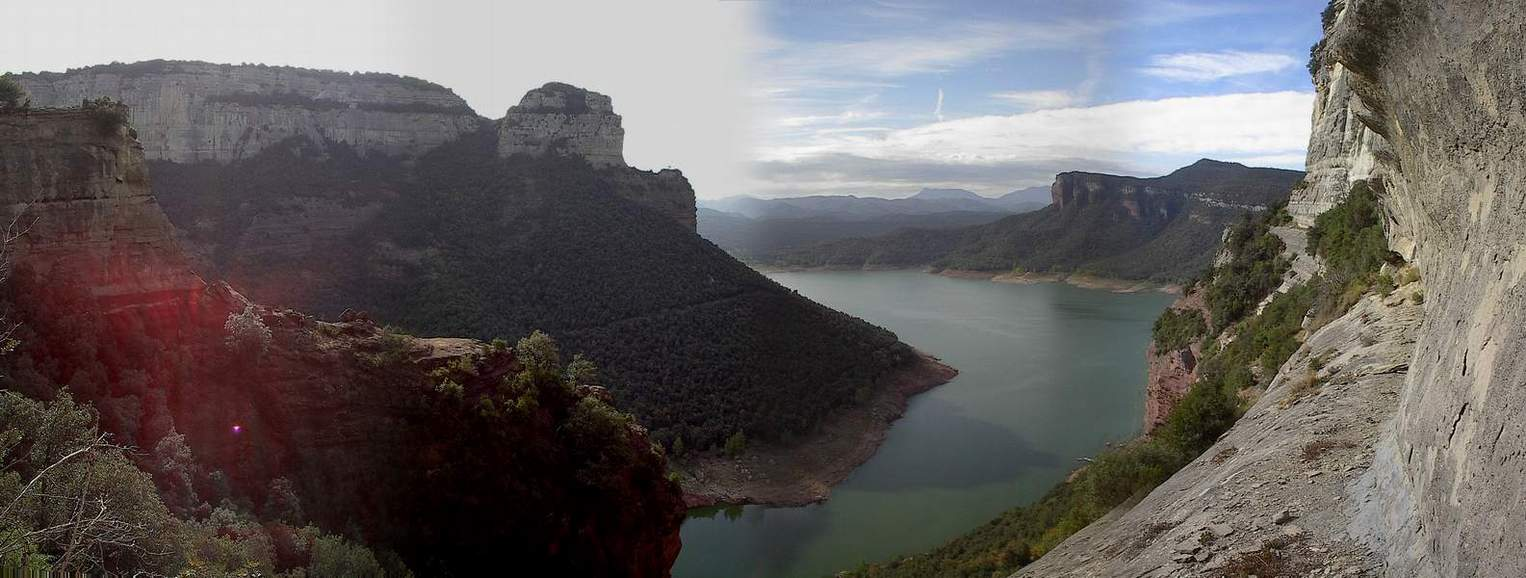
Tavertet - Puig de la força des de la via, sota Santa Cilia. Any 2000.
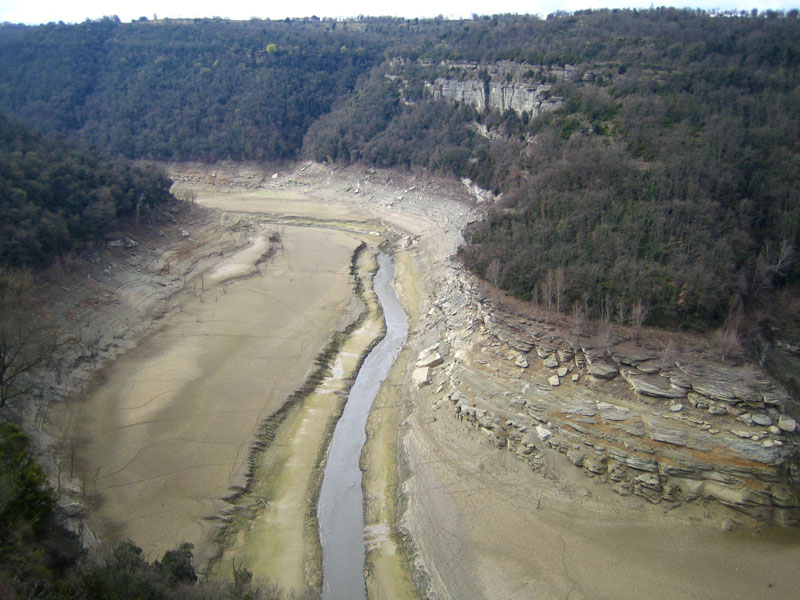
Blick von der Staumauer auf den Ter